# 巴西利亞主教座堂
巴西利亞主教座堂（葡萄牙語：Catedral Metropolitana de Brasília），正式名稱為阿帕雷西達聖母總主教座堂（葡萄牙語：Catedral Metropolitana de Nossa Senhora Aparecida），又稱巴西利亞大教堂，是一座位於巴西首都巴西利亞的天主教大教堂，為天主教巴西利亞總教區座堂，由奧斯卡·尼邁耶設計，於1970年5月31日完工。教堂大部份建築實際上位於地下，外部是由16個各重90噸的混凝土柱子構造成的雙曲結構屋頂。

## 結構
教堂前的廣場上有四個 3（9.8英尺）高的青銅像，代表四使徒，由但丁·克洛斯（Dante Croce）設計於1968年。 巴西的西班牙居民捐贈了四個大教堂鐘，放在20（66英尺）鐘樓上。 環繞著教堂有一圈12（39英尺）寬，40（16英寸）深的倒影池，遊客需要通過地下道才能進入教堂。
大門右手邊是浸礼池，池子由陶瓷磚砌成，上有阿多斯·布爾康繪製的畫像。3,000平方（32,000平方英尺）的巴西利亞大主教辦公室完成于2007年，並不在教堂內部，而是以地下道相連，建於教堂一側。
進入教堂的隧道中很昏暗，因此造成了一進入這座玻璃頂教堂就豁然開朗的感覺。 教堂外層牆壁由16塊玻璃鋼製成，基部寬10（33英尺），長30（98英尺），連接起了混凝土柱。頂上是2,000平方（22,000平方英尺）的彩色玻璃 ，由瑪麗安·珮勒蒂完成于1990年。

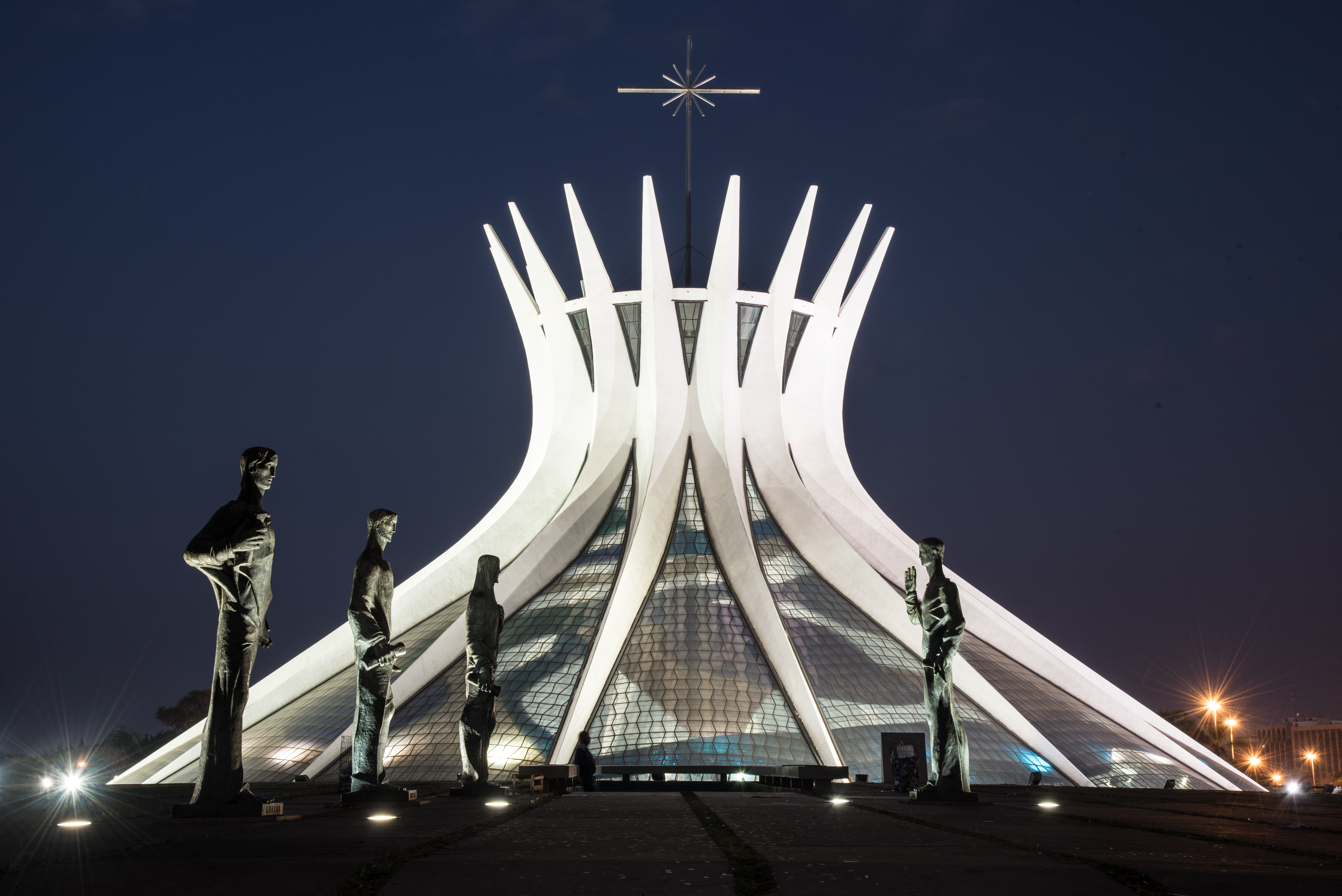
夜間的教堂

教堂中殿有3座天使雕塑，由鋼絲繩掛起。最小的一座高2.22（7英尺3英寸），重100（220英磅），其次者3.4（11英尺）長 200（440英磅）重，最大的高4.25（13.9英尺） ，重300（660英磅）。由阿爾佛雷德·塞奇亞蒂和但丁·克洛斯合作完成于1970年。祭壇則由教皇保羅六世捐贈。主祭壇下還有一個誦經室。

## 歷史
大教堂奠基於1958年9月12日，1960年4月21日完工，外部建築其實僅是屋頂。一度因總統儒塞利诺·库比契克卸任而停工，總統本意是想要把它建成一個可供所有教派祭拜的“普世大教堂”，但是政府停止了對該建築的所有撥款，最終改由天主教出資完成，因此也變成了天主教大教堂。1968年10月12日祝聖時屋頂還沒有完工。1977年10月5日才建好洗禮池。1990年被宣佈成為國家歷史藝術紀念碑。
巴西利亞大教堂年參觀人數達1000萬， 2012年4月21日巴西利亞建城50周年時開始進行改造，修復、升級了教堂內的基礎設施。外部玻璃鋼也重換了一遍。

## 外部連結
- Official website （页面存档备份，存于）
- Photo 360° Cathedral of Brasília - GUIABSB (most of roof glass has been restored)
- Fullscreen interactive panorama of the cathedral (prior to roof restoration) （页面存档备份，存于）